# 金鹤范
金鹤范（韓語：김학범，羅馬化：Kim Hak-Beom，1960年3月1日—），曾译金学范，韩国足球教练，金鹤范是非职业足球运动员出身的“学院派”教练，在担任城南一和天马助教期间，他先后到欧洲、南美、英国、日本等地研修，2007年，金鹤范更获得博士学位。

## 生平
金鹤范于韩国明知大学毕业后，他成了一名银行职员。1980年国民银行成立实业球队，他才开始踢球直到1991年退役。退役6个月后，他开始在国民银行队当助理教练。1998年，他成为城南一和天马的助理教练，2004年12月，金鹤范成为城南一和天马代理主教练，2005年，他正式升任球队的主教练，2006年率队夺得K联赛冠军，2008年金学范离开城南队，在他执教的三年中，城南队获得了一个联赛冠军和两个杯赛亚军，并且在亚冠联赛也有不俗的表现。
2010年11月，中国球队河南建业宣布，原主教练唐尧东下课，任命金鹤范为新主教练，双方签约三年。
2011年5月，河南建业在中超联赛开局3平5负8轮不胜后，河南建业官方宣布金鹤范下课。